# Kaisupeea cyanea
Kaisupeea cyanea är en tvåhjärtbladig växtart som beskrevs av Brian Laurence Burtt. Kaisupeea cyanea ingår i släktet Kaisupeea och familjen Gesneriaceae. Inga underarter finns listade i Catalogue of Life.